# 13 Brygada Artylerii (II RP)
13 Brygada Artylerii (13 BA) – brygada artylerii Wojska Polskiego.
Brygada artylerii II RP miała w swym składzie przeciętnie ok. 40 oficerów, 950 szeregowych obsługi działowej, łączności i karabinów maszynowych. Była uzbrojona w ok. 30 dział polowych 75 mm, ok. 8 dział 105 mm, ok. 30 karabinów maszynowych i ok. 1000 karabinów.
Tabor brygady liczył ok. 230 wozów i ok. 20 kuchni polowych.

## Organizacja pod koniec 1919
- dowództwo 13 Brygady Artylerii
- 13 pułk artylerii polowej w składzie 9 baterii
- 13 pułk artylerii ciężkiej w składzie 3 baterii

## Dowódcy brygady
- tyt. płk art. Jerzy Borys Altvater (20 XII 1919 – 30 VII 1920)